# 卡本代爾 (賓夕法尼亞州)
卡本代爾（Carbondale）是位於美國賓夕法尼亞州拉克瓦納縣的一座城市，2020年有人口8,828人。卡本代爾曾是德拉華和哈德遜鐵路早期路線的終點站。

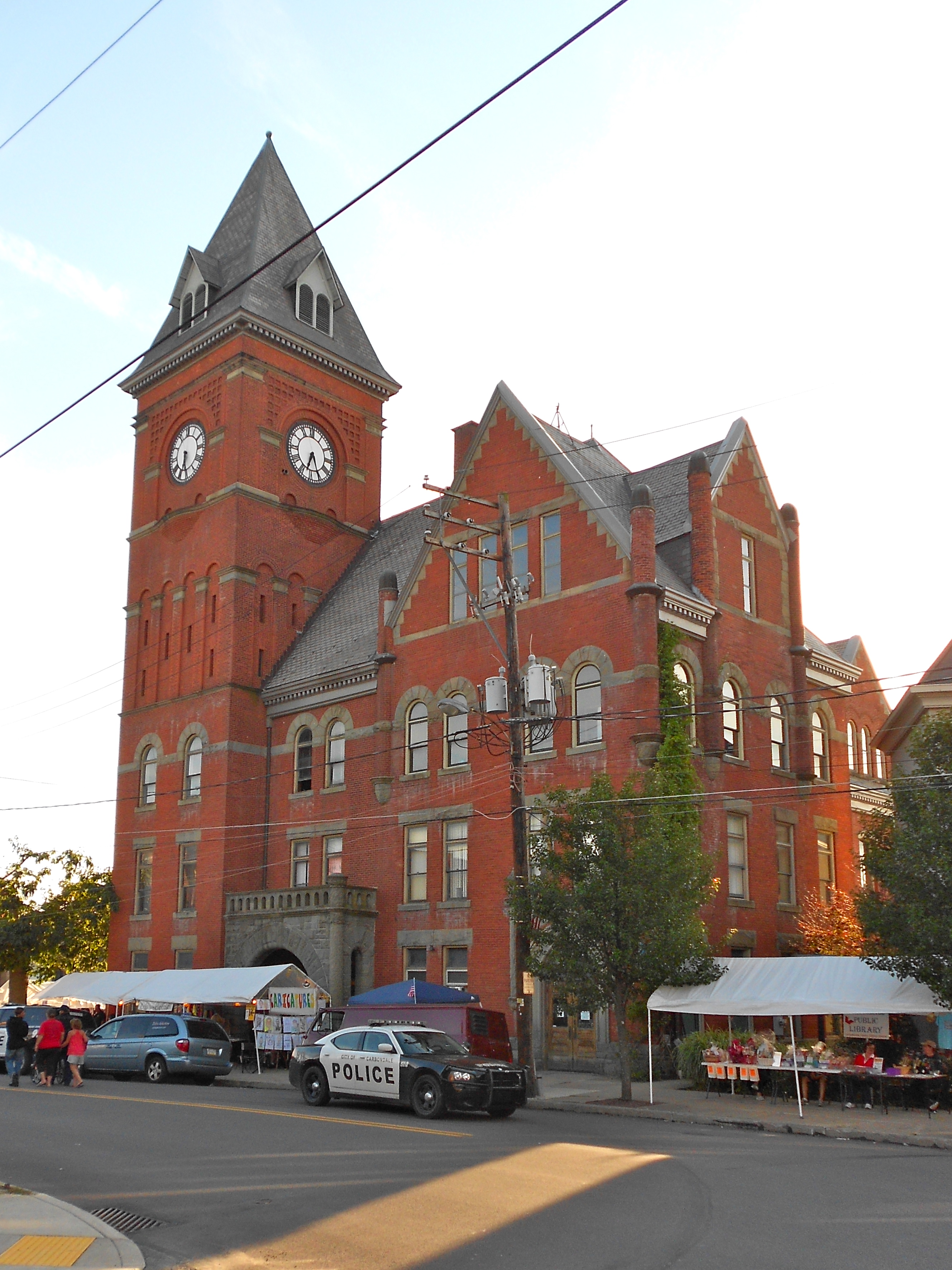
卡本代爾市政廳